# Alcis concinna
Alcis concinna là một loài bướm đêm trong họ Geometridae.